# José Cazorla
José Cazorla Maure (Madrid, 1906 - Madrid, 8 de abril de 1940) fue un dirigente comunista español.

## Biografía
Afiliado a las juventudes socialistas, en febrero de 1932, José Cazorla fue elegido vocal de la comisión ejecutiva de la Federación de Juventudes Socialistas. La dirección estaba encabezada por militantes de la tendencia besteirista del movimiento socialista. Durante los años siguientes, las juventudes experimentaron un proceso de radicalización, y en abril de 1934, al llevarse a cabo el V Congreso de la organización juvenil, los besteiristas fueron barridos de la comisión ejecutiva, siendo sustituidos por partidarios de Largo Caballero y un grupo de jóvenes militantes partidarios de la "bolchevización" de las juventudes y del PSOE. Ente estos estaba Cazorla, fue resultó elegido vocal primero. En 1936, formó parte, junto con el resto de dirigentes juveniles socialistas (Santiago Carrillo, José Laín Entralgo y Federico Melchor), del comité de enlace de unificación con las juventudes comunistas (UJCE) que dio lugar Juventudes Socialistas Unificadas. La creciente cercanía de los cuatro hacia el comunismo hizo que ingresaran en el PCE en noviembre de 1936.
Durante la Guerra Civil fue miembro del comité central del PCE y de la comisión ejecutiva de las JSU. El 6 de noviembre de 1936, ante la huida del gobierno hacia Valencia, se constituyó la Junta de Defensa de Madrid, con el objetivo de defender la ciudad del asedio franquista, bajo la presidencia del general Miaja. El Partido Comunista fue informado por sus ministros y bajo la dirección de Checa y Mije, diseñaron la propuesta que harían a Miaja para la incorporación comunista a la junta. Cazorla y Carrillo, secretario general de las JSU, asistieron a la reunión, lo que probaba su cercanía al PCE. La propuesta comunista, aceptada por Miaja sin objeciones, asignaba a Santiago Carrillo y José Cazorla la consejería de Orden Público. Carrillo sería el titular y Cazorla el suplente. Esa noche, la mayor parte de los dirigentes de las JSU que no provenían de las juventudes comunistas, entre los que se encontraban Carrillo, Cazorla o Serrano Poncela, ingresaron en el PCE. El 27 de diciembre sustituyó a Carrillo, al frente de la consejería (transformada ya en delegación) de Orden Público. 
Durante el ejercicio de su cargo los enfrentamientos con los anarquistas fueron constantes. En febrero de 1937 se enfrentó con Melchor Rodríguez para mantener en detención preventiva personas que habían sido absueltas. Durante su periodo como delegado de Orden Público, en enero de 1937, se casó con Aurora Arnáiz, compañera de Cazorla en la dirección de las Juventudes Socialistas. En ese momento, Cazorla tenía un hijo de una relación anterior.
Posteriormente fue gobernador civil de Albacete entre el 18 de julio de 1937 y el 25 de mayo de 1938, donde también fue acusado de haber organizado checas y un Servicio de Información Militar al margen del Tribunal Popular y recibió muy duras críticas de socialistas y republicanos. Desde mayo de 1938 fue gobernador civil de Guadalajara. El 18 de agosto de 1938 nació su hijo Carlos.
El 3 de marzo de 1939, el presidente del Consejo de Ministros, Juan Negrín decretó una profunda reestructuración de los altos mandos militares y del Ministerio de Defensa Nacional. Aunque el Partido Comunista había propuesto que Cazorla se hiciese cargo de la jefatura de un organismo de nueva creación, dependiente del Ministerio de Defensa Nacional, que se hiciese cargo de todos los servicios de vigilancia y orden público, este no llegó a crearse. El 5 de marzo, al producirse el golpe de Estado del coronel Casado, Cazorla fue arrestado por orden de Cipriano Mera, comandante del IV Cuerpo de Ejército, y mantenido en prisión en Guadalajara, al igual que su esposa, Aurora Arnáiz. Allí murió su hijo Carlos, sin llegar a cumplir siete meses, por falta de asistencia médica. Cazorla no pudo ni asistir al entierro. El 28 de marzo los dirigentes recluidos fueron liberados por sus captores, poco antes de la entrada de las tropas franquistas. Cazorla, junto con su mujer y con Ramón Torrecilla, militante comunista y antiguo jefe de policía en Madrid trataron de huir del país. En Alicante, Cazorla y Torrecilla fueron detenidos e internados en el campo de Albatera. Antes, en Albacete, Cazorla y Arnáiz decidieron separarse, enviando aquel a su mujer a Toulouse (Francia) para que contactara con la dirección del partido. Tras pasar por Alicante, Valencia y Barcelona, pudo llegar a Francia, desde donde posteriormente se exilió en México.
En Albatera, Cazorla se reunió con otros dirigentes comunistas que tampoco habían podido escapar de España, como el teniente coronel Toral, el coronel Etelvino Vega, el coronel Burillo, el comandante Asarta, Cristóbal Errandonea, el coronel Ortega, Ramón Ormazábal, o Jesús Larrañaga, miembro del Buró Político del partido. No fueron capaces de consensuar una estrategia pero, en cualquier caso, Cazorla y Torrecilla se evadieron pocos días después del campo y el 7 de abril llegaron a Madrid. La elección de la vuelta a Madrid en lugar de haber tratado de dejar el país era una decisión arriesgada. En palabras del historiador Gregorio Morán, "el carácter suicida de la iniciativa de Cazorla venía agravada aún más por su condición de ex consejero de Orden Público de la Junta de Defensa de Madrid y ex gobernador de Albacete y Guadalajara. Si lo pillaban era hombre muerto". Su intención era unirse al maquis en caso de encontrar el apoyo suficiente, pero no pudieron salir de Madrid, y Cazorla se integró en una incipiente estructura organizativa del PCE. Sin embargo, casi todos estos dirigentes fueron detenidos entre julio y septiembre de 1939. Entre ellos se encontraba Cazorla.
Fue encarcelado en la prisión de Porlier, condenado a muerte y fusilado a las tapias del cementerio del Este con diecisiete personas más el 8 de abril de 1940, entre ellas Eloy Álvarez Rincón (integrante de la estructura clandestina del PCE en Madrid). Su nombre fue incluido en la Causa General franquista.